# 愛蓓麗
愛蓓麗（日語：アドマイヤベル），是日本純種競賽馬匹。生涯活躍於中距離賽事，曾於2024年勝出花仙錦標。

## 出賽前
2021年3月1日出生於北海道安平町北部牧場，成長途中被馬主近藤旬子以3520日圓購入。
其後交由美浦訓練中心練馬師加藤征弘訓練。

## 競賽生涯

### 2歲
2023年8月20日出戰新潟競馬場2歲新馬戰，維持於隊伍最後方的位置下等待時機，進入直路後隨即加速並轟出後600米33.8秒的末腳速度，成功衝出下於終點線前將Best Me Ever趕過，以鼻位優勢取得勝利。
其後以百日草特別作為目標，採取居中戰術下維持穩定姿態，於直路嘗試加速透出，然而於中段被後上的名城潮流超過下亦未能迫近領放的Margot Solare，最終以第三完賽。

### 3歲
2024年以2月的小蒼蘭賞作為首戰，比賽初段繼續採用居中戰術，維持第六左右的位置，並於通過彎道後稍為上前。進入直路後，其繼續於所在位置對前方進行追擊，然而再度超越領放馬，最終以頸位差距落敗。
其後跳級挑戰二級賽花仙錦標，改由横山武史策騎。比賽開始後，其以主動的姿態進佔先頭位置，並一直以穩定的步速前進。進入直路後，其於中檔位置展開不俗的加速，進入全速狀態下於最後100米成功突圍取得領先，後續繼續保持走勢下拉開後方艷紫芳馨1馬位取得首個分級賽冠軍。
5月按照計劃出戰優駿牝馬（日本橡樹大賽），本次比賽再度維持於約莫第七左右的中團靠前位置，然而於直路上未能發揮以往的速度，最終維持均速僅跑獲第九。
進入秋季後選擇直行秋華賞，雖然比賽途中於初段在前方位置穩定的節奏，但進入直路後隨即因為力弱逐漸被對手超越，最終以第十二大敗。
12月出戰三級賽綠松石錦標，比賽初段進佔內欄位置下稍為放慢節奏，維持於約莫中團靠後的位置推進。進入直路後，其開始加速並於中檔位置展開衝刺，但最終未能於混戰中脫穎而出，以第五的戰績完賽。

### 4歲
2025年其原定以中山牝馬錦標作為首戰，但右前腳在賽前出現僵硬的情況下避戰。
然而其後，陣營考慮其康復時間及商討過後，決定安排其退役。

### 詳細賽績
| 日期       | 舉辦國家 | 馬場 | 距離   | 級別 | 賽事名稱   | 負重 | 騎師     | 馬號 | 出馬 | 名次 | 時間   | 頭馬（二馬）     |
| ---------- | -------- | ---- | ------ | ---- | ---------- | ---- | -------- | ---- | ---- | ---- | ------ | ---------------- |
| 20/8/2023  | 日本     | 新潟 | 草1800 |      | 2歲新馬    | 55   | 菱田裕二 | 7    | 16   | 1    | 1:49.9 | （Best Me Ever） |
| 5/11/2023  | 日本     | 東京 | 草2000 |      | 百日草特別 | 55   | 濱中俊   | 5    | 9    | 3    | 1:59.8 | 名城潮流         |
| 17/2/2024  | 日本     | 東京 | 草2000 |      | 小倉蘭賞   | 55   | 三浦皇成 | 6    | 10   | 2    | 2:00.3 | Marshall Point   |
| 21/4/2024  | 日本     | 東京 | 草2000 | GII  | 花仙錦標   | 55   | 横山武史 | 8    | 14   | 1    | 1:59.0 | （艷紫芳馨）     |
| 19/5/2024  | 日本     | 東京 | 草2400 | GI   | 優駿牝馬   | 55   | 横山武史 | 10   | 18   | 9    | 2:25.0 | 雪嶺熱點         |
| 13/10/2024 | 日本     | 京都 | 草2000 | GI   | 秋華賞     | 55   | 横山武史 | 9    | 15   | 12   | 1:58.5 | 雪嶺熱點         |
| 15/12/2024 | 日本     | 中山 | 草1600 | GIII | 綠松石錦標 | 54   | 横山武史 | 2    | 16   | 5    | 1:33.4 | 紙牌女王         |

## 血統簡介
父系文雅之士為日本賽駒，生涯戰績優秀，曾勝出大阪盃及日本盃。祖父真心呼喚爲日本馬匹，生涯戰績彪炳，曾勝出有馬紀念及杜拜司馬經典賽，退役後配種成績亦極爲優秀，爲日本近代著名種馬之一。
母系Belle Allure爲愛爾蘭出生的法國賽駒，生涯戰績不俗，曾勝出三級賽雅典娜錦標及旺圖錦標。外祖父Numerous爲美國賽駒，生涯戰績不俗，曾勝出三級賽美國打吡預賽錦標及於一級賽馬利寶錦標跑獲第三。

### 血統表
| 父線：週日寧靜系（Halo系）           |                              |                   |                  |
| 種馬 文雅之士 2014年（栗色）         | 真心呼喚 2001年（棗色）      | 週日寧靜          | Halo             |
| 種馬 文雅之士 2014年（栗色）         | 真心呼喚 2001年（棗色）      | 週日寧靜          | Wishing Well     |
| 種馬 文雅之士 2014年（栗色）         | 真心呼喚 2001年（棗色）      | Irish Dance       | 東來兵           |
| 種馬 文雅之士 2014年（栗色）         | 真心呼喚 2001年（棗色）      | Irish Dance       | Buper Dance      |
| 種馬 文雅之士 2014年（栗色）         | Pirramimma 2005年（深棗色）  | Unbridled's Song  | Unbridled        |
| 種馬 文雅之士 2014年（栗色）         | Pirramimma 2005年（深棗色）  | Unbridled's Song  | Trolley Song     |
| 種馬 文雅之士 2014年（栗色）         | Pirramimma 2005年（深棗色）  | Career Collection | General Meeting  |
| 種馬 文雅之士 2014年（栗色）         | Pirramimma 2005年（深棗色）  | Career Collection | River of Stars   |
| 繁殖雌馬 Belle Allure 2005年（栗色） | Numerous 1991年（棗色）      | 淘金者            | Raise a Native   |
| 繁殖雌馬 Belle Allure 2005年（栗色） | Numerous 1991年（棗色）      | 淘金者            | Gold Digger      |
| 繁殖雌馬 Belle Allure 2005年（栗色） | Numerous 1991年（棗色）      | Number            | 尼真斯基         |
| 繁殖雌馬 Belle Allure 2005年（栗色） | Numerous 1991年（棗色）      | Number            | Special          |
| 繁殖雌馬 Belle Allure 2005年（栗色） | Mare Aux Fees 1988年（灰色） | Kenmare           | Kalamoun         |
| 繁殖雌馬 Belle Allure 2005年（栗色） | Mare Aux Fees 1988年（灰色） | Kenmare           | Belle of Ireland |
| 繁殖雌馬 Belle Allure 2005年（栗色） | Mare Aux Fees 1988年（灰色） | Feerie Boreale    | Irish River      |
| 繁殖雌馬 Belle Allure 2005年（栗色） | Mare Aux Fees 1988年（灰色） | Feerie Boreale    | Skelda           |
| 雌系：號族：22-a                     |                              |                   |                  |
| 五代內近親交配：河人 5×5             |                              |                   |                  |

## 命名由來
名字中，Admire（アドマイヤ）是馬主近藤利一、近藤旬子伉儷的冠名，帶有愛慕、仰慕、讚賞、尊重等意思，Belle（ベル）則於法語中，帶有美麗之意思，繼承自母系Belle Allure之名字，香港則結合兩部分，並以音譯意譯俱全的方式，翻譯為「愛蓓麗」。

## 外部連結
- 愛蓓麗 netkeiba.com （页面存档备份，存于）
- 血統表 （页面存档备份，存于）